# Francisco II de Borja
 (août 2019).
Si vous disposez d'ouvrages ou d'articles de référence ou si vous connaissez des sites web de qualité traitant du thème abordé ici, merci de compléter l'article en donnant les références utiles à sa vérifiabilité et en les liant à la section « Notes et références ».
Francisco Tomàs de Borja y Centelles (1551 - Valence, 1595) est un aristocrate espagnol.

## Biographie

### Famille
Il est le fils de Carlos II de Borja et Magdalena de Centelles et le petit-fils de saint François Borgia.
Il s'est marié en 1572 avec Joana Fernández de Velasco, avec qui il a eu six enfants :
- Francisco Carlos de Borja, duc de Gandie
- Gaspar de Borja y Velasco, archevêque de Tolède
- Baltazar de Borja, évêque de Majorque
- Melchior de Borja y Centelles
- Magdalena de Borja, mariée avec Iñigo Fernández de Velasco

Il a reconnu un fils illégitime :  Rodrigo de Borja.

### Carrière
Il a hérité du titre ducal de Gandie à la mort de son père en 1592. Il est également marquis de Lombay et comte d'Oliva (1592-1595).
En 1595, il tombe malade dans son palais de Benicarló à Valence où il meurt. Sa femme, déjà veuve, a été prise au service de l'archiduchesse Isabelle, future gouvernante des Pays-Bas.